# Сен-Лис
Сен-Лис (фр. Saint-Lys, окс. Sent Lis) — коммуна во Франции, находится в регионе Юг — Пиренеи. Департамент — Верхняя Гаронна. Административный центр кантона Сен-Лис. Округ коммуны — Мюре.
Код INSEE коммуны — 31499.

## География
Коммуна расположена приблизительно в 600 км к югу от Парижа, в 24 км к юго-западу от Тулузы.
На юге коммуны протекает река Туш.

## Климат
Климат умеренно-океанический. Зима мягкая и снежная, весна характеризуется сильными дождями и грозами, лето сухое и жаркое, осень солнечная. Преобладают сильные юго-восточные и северо-западные ветры.

## Население
Население коммуны на 2010 год составляло 8537 человек.
| 1962 | 1968 | 1975 | 1982 | 1990 | 1999 | 2010 |
| ---- | ---- | ---- | ---- | ---- | ---- | ---- |
| 1426 | 1794 | 2820 | 3503 | 4565 | 5472 | 8537 |

## Администрация
| Период | Период | Фамилия       | Партия                  | Примечания |
| ------ | ------ | ------------- | ----------------------- | ---------- |
| 1963   | 1989   | Пьер Вердье   |                         |            |
| 1989   | 2001   | Жак Труа      |                         |            |
| 2001   | 2008   | Патрик Лассёб |                         |            |
| 2008   | 2020   | Жак Тен       | Социалистическая партия |            |

## Экономика
В 2010 году среди 5426 человек трудоспособного возраста (15—64 лет) 4191 были экономически активными, 1235 — неактивными (показатель активности — 77,2 %, в 1999 году было 69,1 %). Из 4191 активных жителей работали 3788 человек (1957 мужчин и 1831 женщина), безработных было 403 (195 мужчин и 208 женщин). Среди 1235 неактивных 465 человек были учениками или студентами, 367 — пенсионерами, 403 были неактивными по другим причинам.

## Достопримечательности
- Крытый рынок (1842 год). Исторический памятник с 2004 года[4]
- Церковь Св. Иулиана (1881 год)
- Ветряная мельница (XIX век)

## Фотогалерея

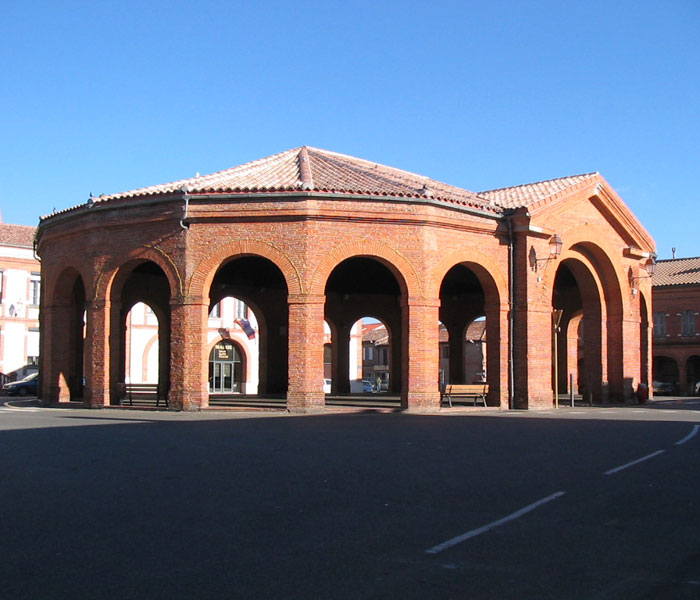
Крытый рынок
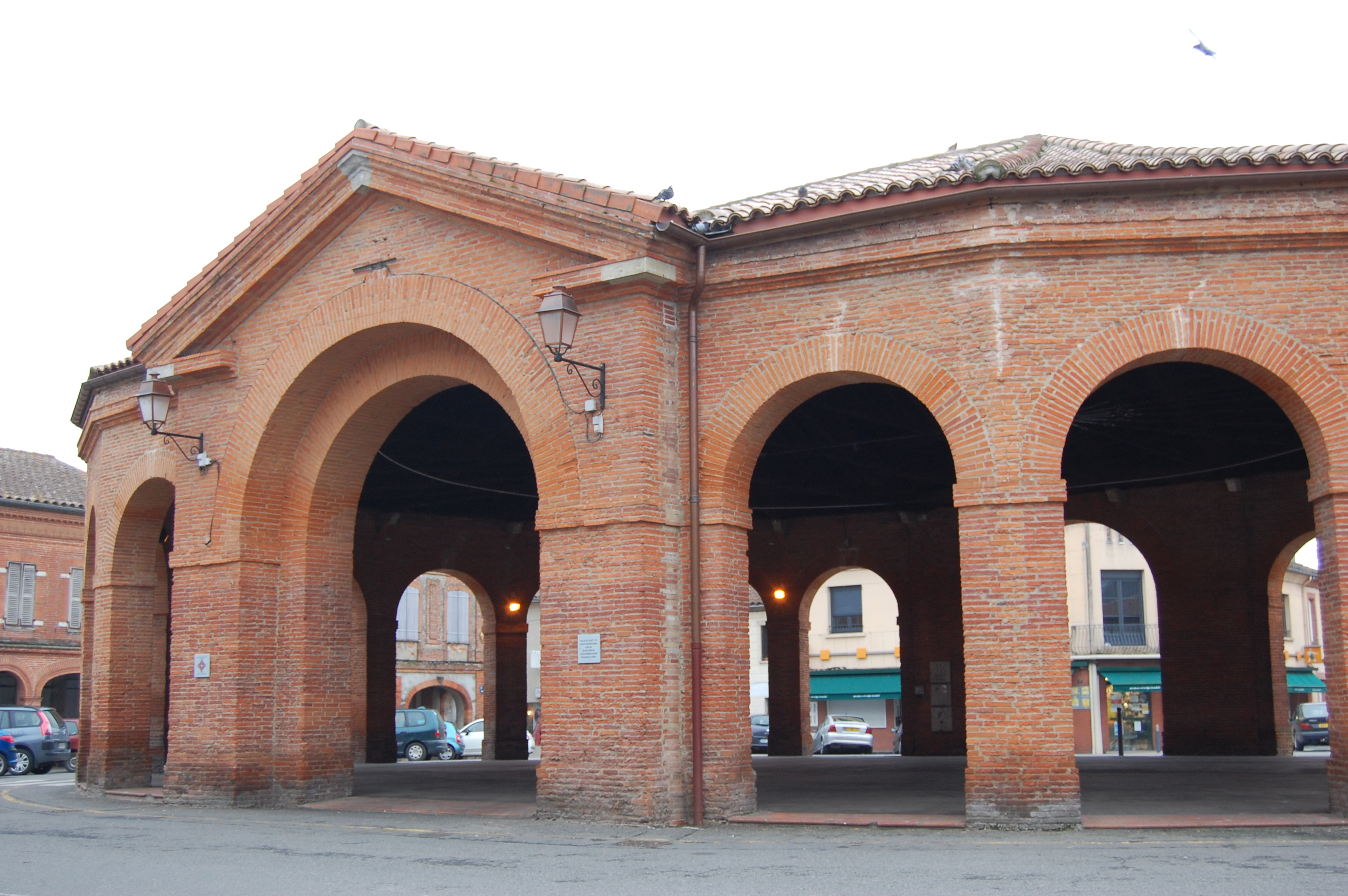
Крытый рынок
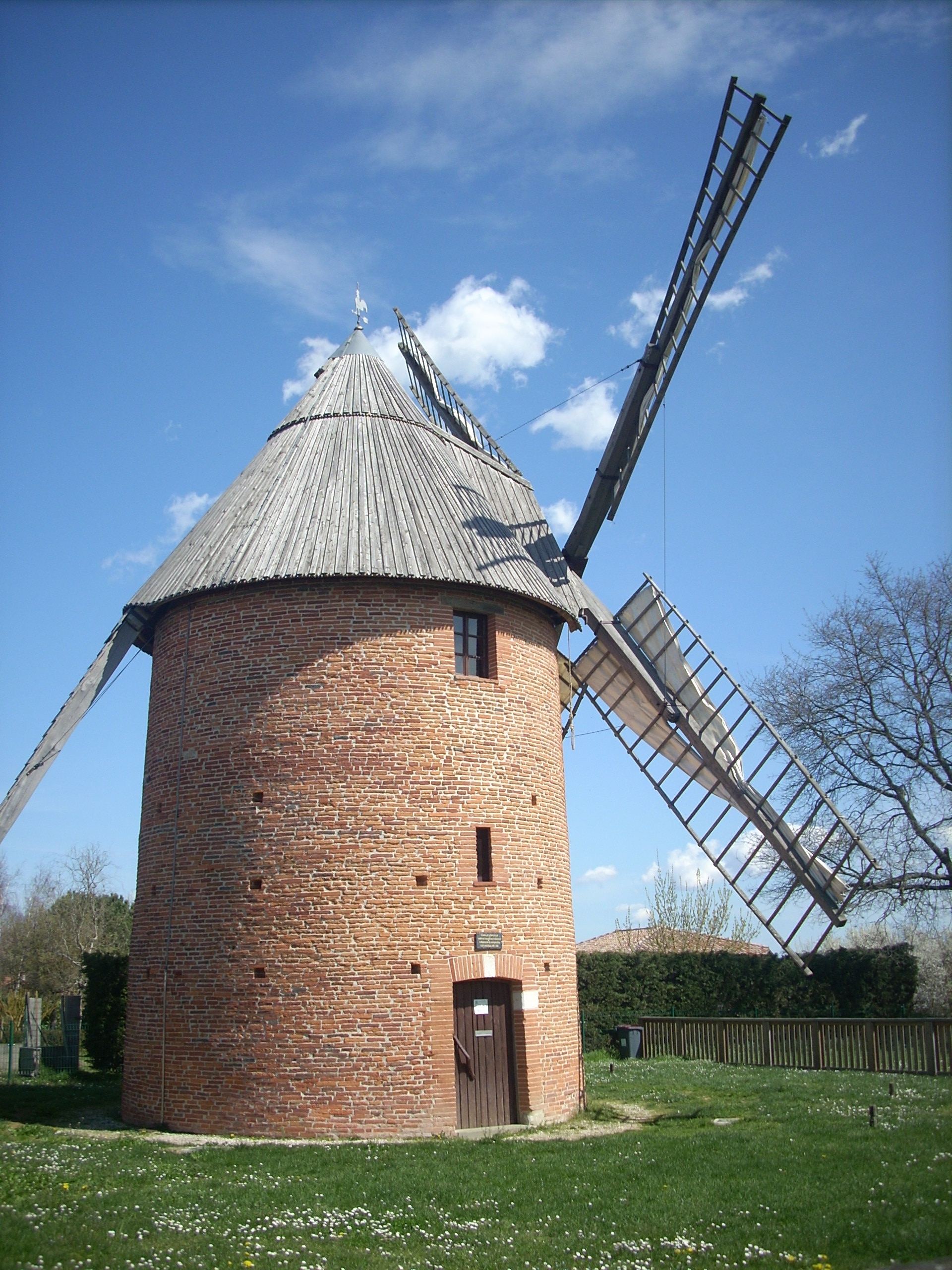
Ветряная мельница
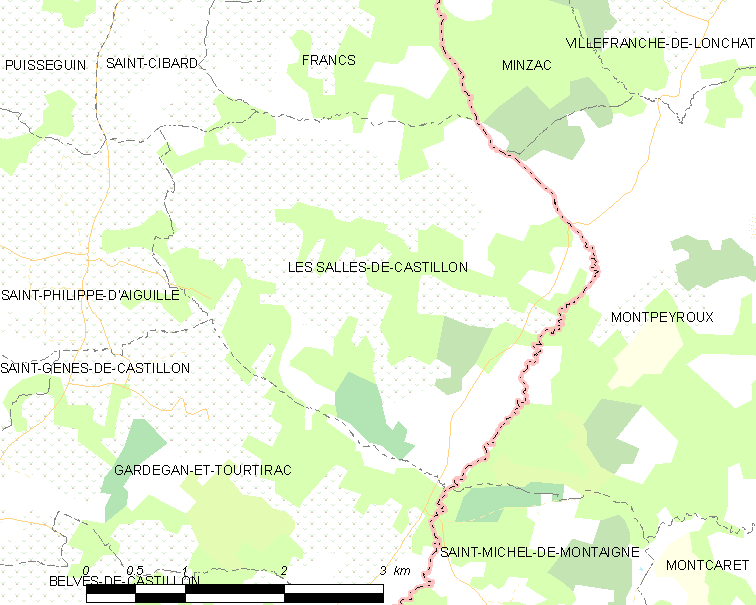
Карта коммуны